# Borgo metropolitano di Walsall
Walsall è un borgo metropolitano delle West Midlands, Inghilterra, Regno Unito, con sede nella centro urbano omonimo.
Il distretto fu creato con il Local Government Act 1972, il 1º aprile 1974 dalla fusione del precedente county borough di Walsall con il distretto urbano di Aldridge-Brownhills.

## Località
- Aldridge, Alumwell
- Barr Beacon, Bentley, Birchills, Blakenall Heath, Bloxwich, Brownhills, Brownhills West
- Caldmore, Chuckery, Clayhanger, Coalpool
- Darlaston
- Fullbrook
- Goscote
- Harden, High Heath
- Leamore, Little Bloxwich
- Moxley
- New Invention
- Palfrey, Park Hall Pelsall, Pheasey, Pleck
- Rushall
- Shelfield, Shire Oak, Short Heath, Spring Bank, Streetly
- Tamebrigde
- Walsall, Walsall Wood, Willenhall
- Yew Tree